# 레닌그라드-노브고로드 공세
레닌그라드-노브고로드 공세(러시아어: Ленинградско-Новгородская операция 레닌그라드스코-노브고로드스카야 오페라치야[*])는 제2차 세계 대전 중 발생한 전략적 공세로 1944년 1월 14일 소련군이 레닌그라드 포위를 해제하기 위해 볼호프 전선군과 레닌그라드 전선군, 브랸스크 전선군 일부에서 나치 독일 북부집단군을 공격하면서 시작되었다.
약 2주 후, 소련군은 레닌그라드-모스크바 철도의 통제권을 되찾았고 1944년 1월 26일 이오시프 스탈린은 독일군이 레닌그라드주에서 축출되었으며 레닌그라드 포위전이 공식적으로 종료되었음을 선언했다. 그리고 900일 간의 레닌그라드 포위가 해제된 것을 기념하여 스탈린의 선언이 있던 날 레닌그라드에서 축포 324발이 발사되었다. 레닌그라드-노브고로드 공세는 한 달 후인 3월 1일 스타프카가 레닌그라드 전선에 있던 군대에게 나르바강을 넘어 추가 작전을 수행하고 제2발트 전선군에 독일 제16군단을 추격하며 확보한 영토를 방어하도록 명령하면서 종료되었다. 독일군은 이 공세로 약 72,000명의 사상자가 발생했고 구경 15cm에서 40cm에 이르는 포 85문을 잃었으며 레닌그라드에서 루가강으로 전선을 60~100km 후퇴시켜야 했다.

## 배경
바르바로사 작전 이후 독일군은 레닌그라드를 포위하였고 레닌그라드 공방전이 시작되었다. 독일군의 포위망에서 벗어나기 위하여 소련군 지휘관들은 도시 외곽의 독일군에 몇 차례 공격을 시도하였다. 1943년 가을 소련군은 도시 외곽 탈환을 위한 새로운 공세룰 준비하였다. 당시 소련군은 독일군을 상대로 1월의 이스크라 작전에서 간신히 부분적 승리를 거두었을 뿐이었고 지난해인 1942년 신야비노 공세의 실패 이후 고전을 면치 못하고 있었다. 레닌그라드가 고립된 지 2년이 지난 1943년 9월 9일 소련군 지휘관들은 전세 전환을 위해 회의를 가졌다. 작전은 두 가지가 준비되어 네바 I, 네바 II로 명명되었다. 네바 I은 외부의 지원군이 독일군을 공격하여 포위망을 무너뜨리는 것이었는데, 레닌그란드 지휘부와 소련군 최고 사령부인 스타브카 둘 다 이 작전이 성공 가능하다고 판단하였다. 한편, 네바 II는 독일군 격퇴가 수 개월 이후에도 실패할 경우를 대비한 것이었다. 공격 지점은 세 곳이 선정되었다. 첫번째 목표는 그해 초 독일군이 점령한 오라녠바움 다리를 탈환하는 것이었고, 노브고로드 인근의 적략 거점인 풀코보 고지 역시 작전 목표였다. 소련군은 강이 얼어 포병이 쉽게 이동할 수 있는 겨울이 되면 공세를 시작하기로 결정하였다.

## 편제

### 소련군
- 레닌그라드 전선군 - 사령관 레오니트 고보로프
  - 제2충격군 - 사령관 이반 페듀닌스키
  - 제42군 - 사령관 이반 마슬렌니코프
  - 제67군 - 사령관 블라디미르 스비리도프
  - 제13항공군 - 스테판 리발첸코
- 볼호프 전선군(1944년 2월 15일 해체) - 사령관 키릴 메레츠코프
  - 제54군 - 사령관 세르게이 로긴스키
  - 제8군 - 사령관 필리프 스타리코프
  - 제59군 - 사령관 이반 코로브니코프
  - 제14항공군 - 사령관 이반 주라블료프
- 제2발트전선군 - 사령관 마르키안 포포프
  - 제1충격군(1944년 2월 2일부터 15일까지 볼호프 전선군 소속) - 사령관 겐나디 코롯코프
  - 제3충격군 - 사령관 니칸드르 치비소프
  - 제22군 - 사령관 바실리 유시케비치
  - 제6근위군 - 사령관 이반 치스차코프
  - 제10근위군 - 사령관 알렉산드르 수호믈린
  - 제15항공군 - 사령관 니콜라이 나우멘코
- 발트 함대 - 사령관 블라디미르 트리부츠
- 장거리 항공대 - 사령관 알렉산드르 골로바노프

### 독일군
- 북부집단군 - 2월 1일 전까지 게오르크 폰 퀴흘러, 2월 1일 이후 사령관 발터 모델
  - 제18군 - 3월 29일 전까지 게오르크 린데만, 3월 29일 이후 사령관 헤르베르트 로흐
  - 제16군 - 사령관 크리스티안 한젠
  - 제1항공대 - 사령관 쿠르트 플루크바일

## 전황

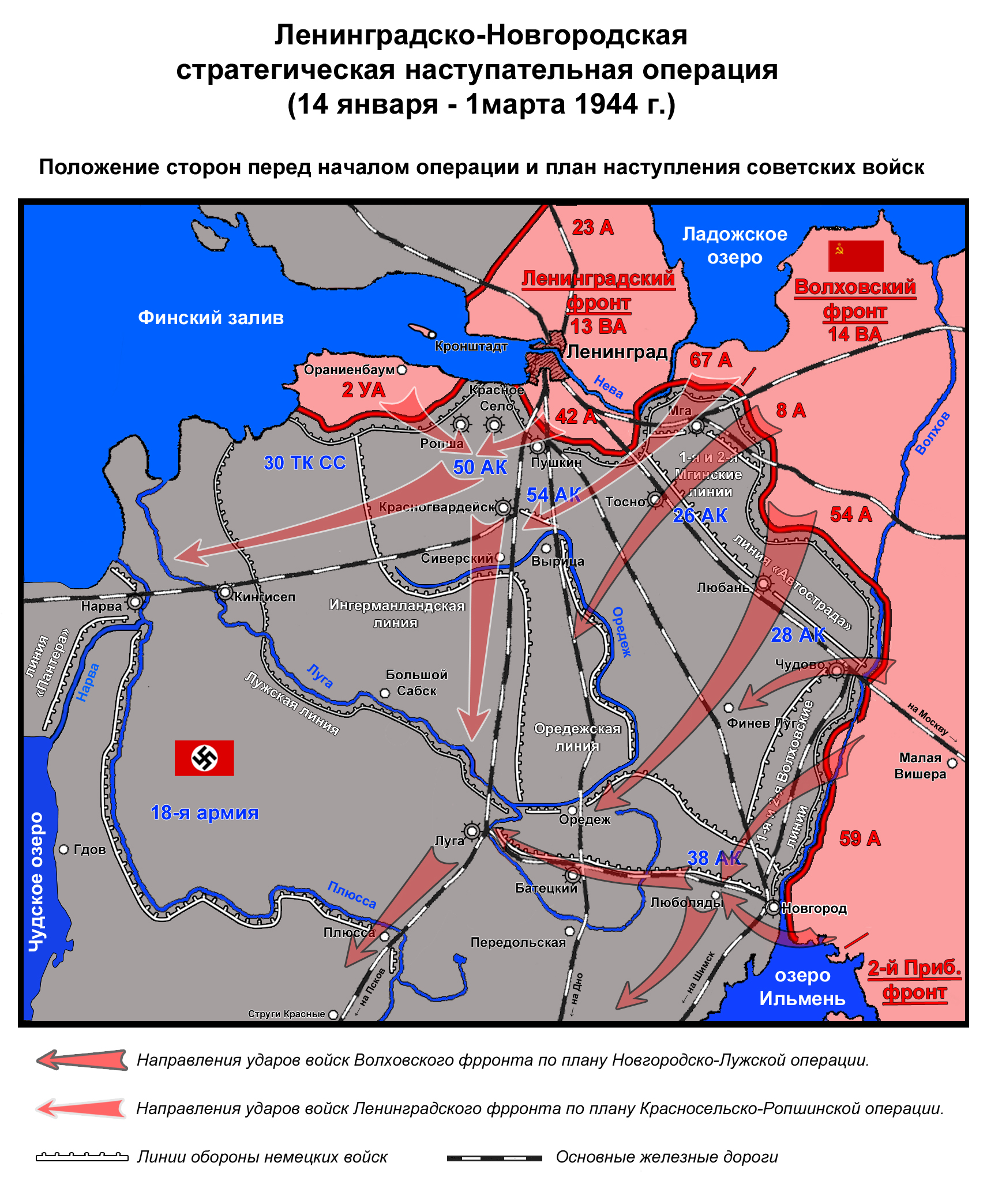
1944년 1월
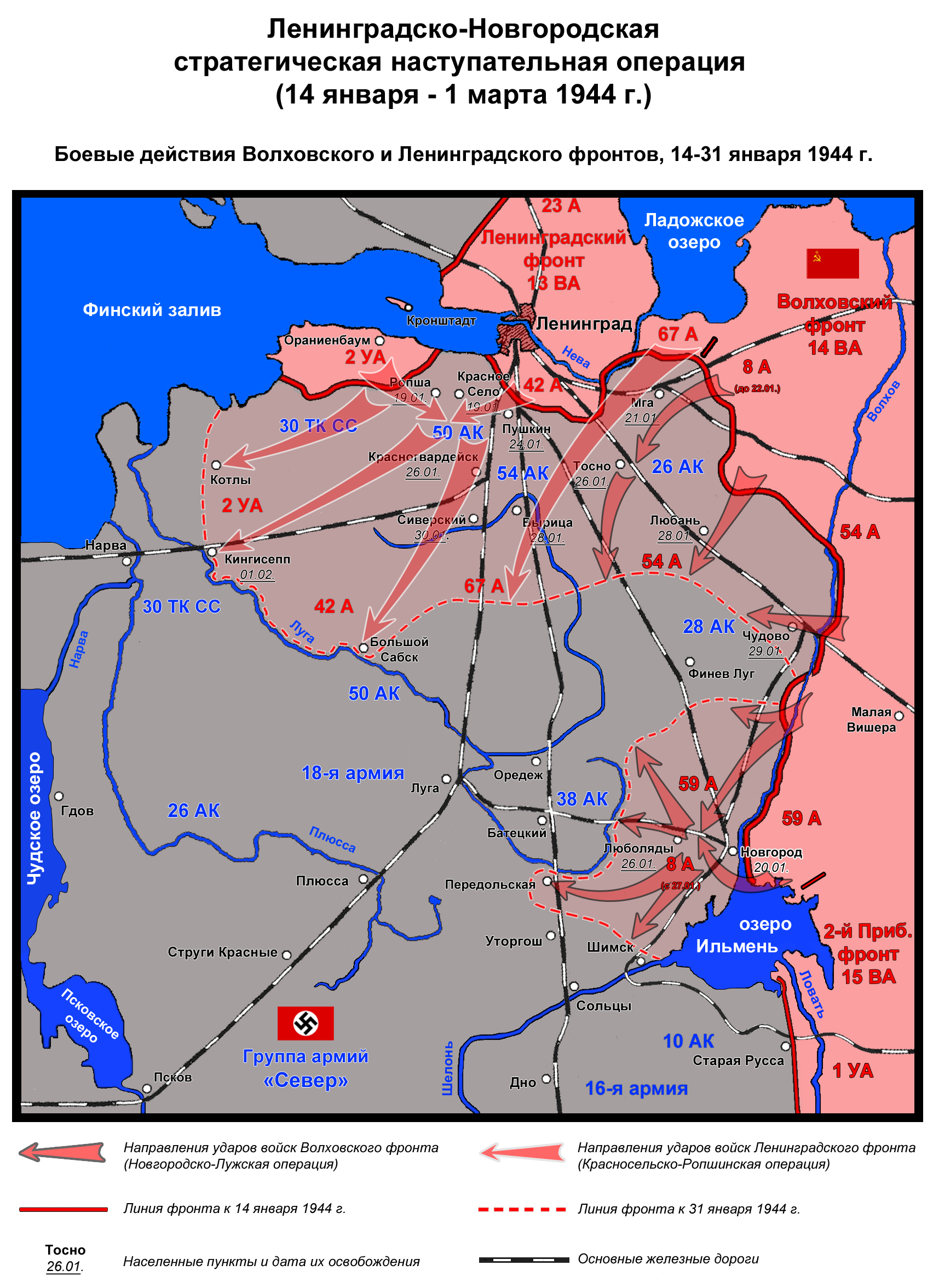
1944년 2월
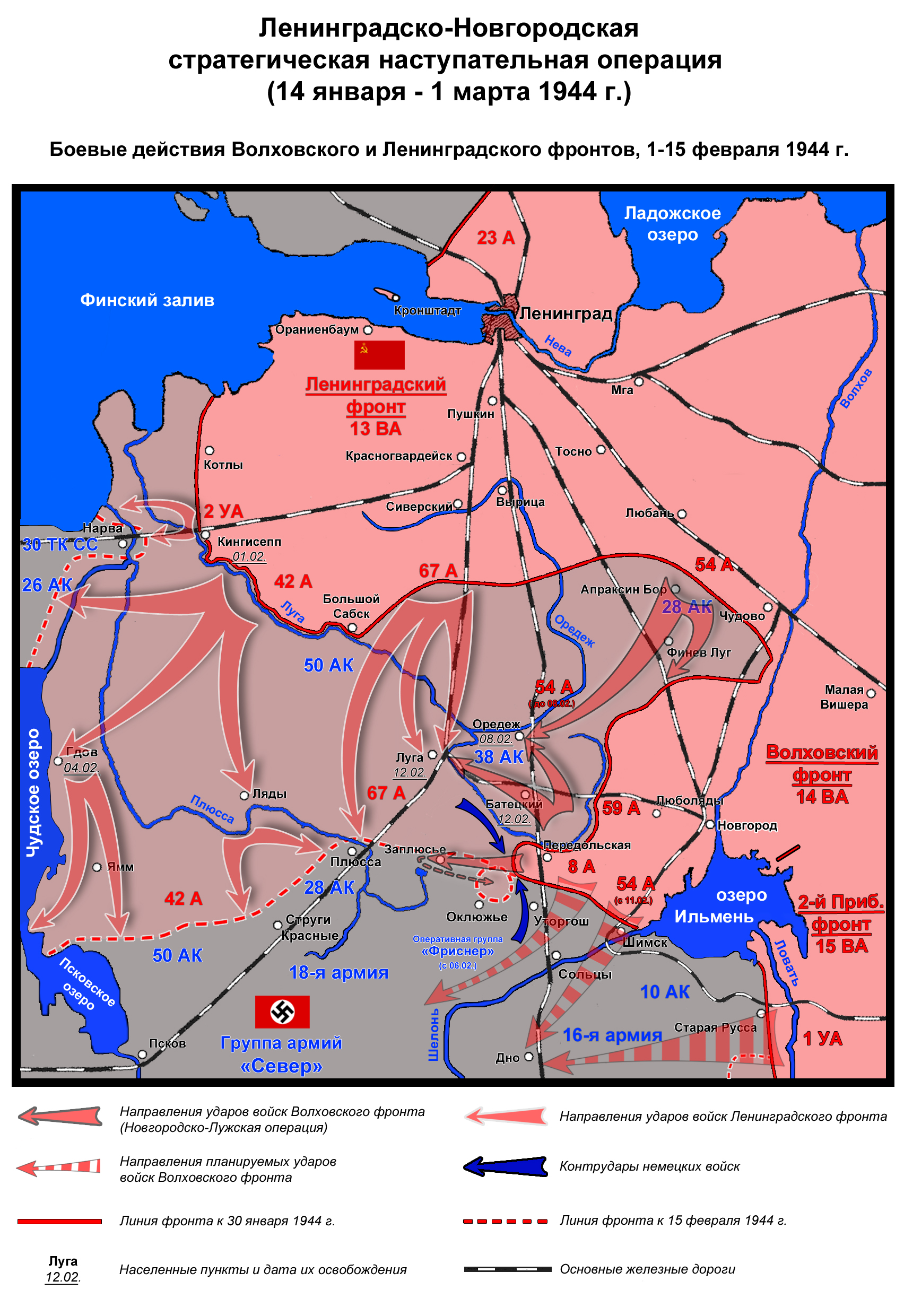
1944년 3월

## 전개
소련사에서 레닌그라드-노브고로드 공세는 크게 4가지 세부 공세 작전으로 나눈다.
- 크라스노셀스크-롭샤 작전 (1944년 1월 14일~30일) - 레닌그라드 전선군의 작전
- 노브고로드-루가 작전 (1944년 1월 14일~2월 15일) - 볼호프 전선군의 작전
- 킨기세프-그도프 작전 (1944년 2월 1일~3월 1일) - 레닌그라드 전선군의 작전
- 스타라야루사-노보르제프 (1944년 2월 18일~3월 1일) - 제2발트전선군의 작전

### 제2발트전선군의 첫 번째 작전
1944년 1월 12일 레닌그라드에서 예정된 주공격 이틀 전, 제2발트전선군은 일멘호 남쪽 지역에서 보병대장 파울 라우쿠스가 이끄는 독일 제2군단의 방어선을 공격하였다. 그러나 충분하지 않았던 정찰과 포병의 미약한 지원으로 인해 이드리차 방향으로 배치된 제10근위군의 병력은 치열한 전투에 휘말렸고 진격하지 못했다. 푸스토슈카 지역의 제3충격군, 노보소콜니키 지역의 제6근위군과 제22군의 공세 또한 지지부진하게 진행되었다.
유일한 눈에 띄는 성과는 제22군의 부대가 나르바 철도역을 탈환한 것이었으며, 여기에서 1월 14일에 독일 제331보병사단을 격퇴할 수 있었다. 1월 18일까지 전선군의 총 병력은 노보소콜니키-드노 철도선의 10km 구간에 도달하였고 이로 인해 독일 제16군의 중요한 보급로가 위협받게 되었다.
1월 20일, 성과를 내지 못한 전선 사령관 알렉산드르 수호믈린이 해임되고, 미하일 카자코프 중장이 그를 대신하게 되었다. 전선 사령관 마르키안 포포프 대장은 제10근위군의 공격을 계속 진행하지 않고, 노보르셰프 방향으로 모든 노력을 집중하기로 결정하였다. 이를 통해 볼호프 전선군의 병력과 합류하려 하였다.

### 크라스노셀스크-롭샤 작전
레닌그라드 전선군 총사령관 레오니트 고보로프 상장은 제2충격군(이반 페듀닌스키 중장)을 기습적으로 핀란드만을 건너 오라니엔바움 교두보로 이동시키는 비밀 야간 작전을 계획했다. 약 44,000명의 병력, 600문의 포병, 그리고 추가 장비를 동원해 독일 제18군의 상대적으로 약한 좌익을 공격하기 위한 준비를 완료했다.
1944년 1월 14일, 오라니엔바움 교두보에서 제2충격군은 강력한 포격 후 남동쪽으로 돌파를 시작했다. 이 돌파의 주공은 독일 제3SS기갑군단(펠릭스 슈타이너 SS상급대장)을 기습했으며, 목표는 레닌그라드 남쪽 방어 중이던 소련군과 합류하는 것이었다. 제2충격군의 오른쪽에는 제43소총군단(아나톨리 안드레예프 중장)이 배치되었으며, 여기에는 제48, 제90, 제98소총사단과 제43전차여단이 포함되었다. 왼쪽에는 제122소총군단(판텔레이몬 자이체프 소장)이 배치되었고, 제131, 제11소총사단과 제122전차여단이 포함되었다. 이들을 뒤따라 제43, 제168소총사단과 제152전차여단이 진격했다. 이 공세는 독일 제9 및 제10 루프트바페 야전사단(헤르만 폰 베델 소장) 사이의 전선을 돌파하여 독일 방어선에 약 5km 깊이의 돌파구를 형성했고, 독일 제18군의 오른쪽 측면은 완전히 붕괴되었다. 제9 루프트바페 야전사단, 제126 및 제170보병사단(제50군단 소속)은 후방에서 고립되었다.
1월 15일, 제42군(이반 마슬렌니코프 상장)이 풀코보 고지에서 공격을 개시했으며, 1월 16일부터는 볼호프 전선군 소속 군대도 지원에 나섰다. 제42군의 공격은 중앙에서 특히 성공적이었다. 이곳에는 제30 근위 소총군단(니콜라이 시모냐크 소장)이 배치되어 45, 63, 64 근위 소총사단이 투입되었다. 1월 16일 밤, 이 부대들은 전차 지원을 받아 알렉산드롭스카야를 점령했고, 크라스노예 셀로와 푸슈킨을 연결하는 도로를 차단했다. 1월 17일 저녁까지 독일 제50군단(빌헬름 베게너 보병대장)의 주요 방어선이 돌파되었다. 독일 제61 및 제227 보병사단이 돌파구로 투입되었지만 전황을 되돌릴 수 없었다. 독일군은 후방이 위협받던 제50 및 제54 군단 병력을 크라스노예 셀로, 롭샤, 그리고 우리츠크 지역에서 급히 철수시켰다. 소련군의 진격을 저지하기 위해 독일군은 3개 보병사단과 제11 SS 의용기갑척탄병사단 ‘노르트란트’ 일부를 전선으로 이동시켰다.
보로냐 고지에 대한 공격은 제63근위소총사단(아파나시 슈체글로프 대령)에 의해 성공적으로 수행되었다. 이곳은 레닌그라드를 포격하던 독일군 중포의 진지가 있었으며, 접근로에는 지뢰와 철조망이 설치되어 있었다. 1월 19일, 제42군은 크라스노예 셀로와 롭샤를 독일군으로부터 해방시켰다. 1월 21일 저녁에는 제67군(블라디미르 스비리도프 중장)도 독일 제16군단을 상대로 공격을 개시했다. 독일 마르틴 그라제 중장은 므가 돌출부의 철수를 시작했으며, 같은 날 소련군 제118소총군단(블라디미르 파람신 소장)이 므가의 주요 철도 교차점을 확보했다.
1월 24일에는 푸슈킨과 파블로프스크가 해방되었고, 1월 26일에는 크라스노그바르데이스크가 점령되었다. 2월 초에는 루가강에 도달하여 볼호프 전선의 병력과 연결되었다.

### 노브고로드-루가 작전
1944년 1월 14일, 레닌그라드 전선군 병력과 동시에 볼호프 전선군 소속 부대도 강력한 포격 준비 후 공격을 개시했다. 그러나 악천후로 인해 제14항공군의 지원이 불가능했다. 눈보라와 폭설로 인해 110분 동안 포격 준비가 어려웠고, 많은 독일 요새와 포병 진지가 공격 시작 시 무사히 남아 있었다. 볼호프 전선군은 약 29만 8천 명의 병력(다른 자료에 따르면 약 26만 명), 22개의 소총 사단, 6개의 소총 여단, 4개의 전차 여단, 2개의 요새화 부대와 함께 3,633문의 포와 박격포, 약 400대의 전차 및 자주포, 그리고 257대의 항공기를 보유하고 있었다. 주요 공격을 담당할 제59군(이반 코로브니코프 중장)은 약 13만 5천 명의 병력을 보유했고, 제8군은 4만 5천 명, 제54군은 6만 7천 명, 제14 항공군은 1만 6천 명 이상의 병력을 보유하고 있었다. 볼호프 전선 맞은편에는 독일 제18군 소속 제26군단 및 제28군단의 6개 보병사단이 배치되어 있었으며, 이들은 특히 므가(Mga), 토스노(Tosno), 루반(Lyuban), 추도보(Tsjudovo) 지역에 견고하게 방어선을 구축하고 있었다.
소련의 제8군과 제54군은 볼호프 전선군이 있던 토스노와 류반에서 독일군을 견제하도록 지정되었으며, 노브고로드(Novgorod)를 양측에서 공격하는 제59군은 류볼랴디(Lyubolyady) 방향으로 돌파하여 독일군을 포위하고 도시를 해방하는 것, 그리고 서쪽과 남서쪽으로 진격해 루가(Luga)를 해방하고, 독일군의 퇴로를 차단하는 것이 전체적인 임무였다.
제59군은 노브고로드 북쪽과 남쪽에서 강력한 두 집단으로 독일 제38군단(제28경보병사단, 루프트바페 제1야전사단, 제2라트비아SS의용여단)의 방어선을 공격했다. 독일군은 완강히 저항하며 공격군을 강력한 포화로 억제했다. 첫날 제59군은 고작 600~1000m만 전진할 수 있었다. 그러나 노브고로드 남쪽에서의 공세는 더 성공적이었는데, 제58소총여단이 테오도르 즈비클린 소장의 지휘 아래 두 개의 공수대대와 함께 밤에 일멘 호수를 건너 교두보를 6km 폭, 4km 깊이로 확장했다. 1월 15일, 코로브니코프 장군은 이 지역에서의 성과를 확장하기 위해 추가 소총 사단과 전차 대대를 투입했다. 동시에 제2발트전선군의 북쪽 측면은 스타라야루사 남쪽에서 독일 제16군을 견제하여 레닌그라드와 노브고로드로 가는 증원을 차단했다.
제59군의 공세는 강력한 공격 병력에도 불구하고 숲이 우거지고 습지대가 많은 지형, 날씨 악화, 독일군의 강한 저항으로 인해 매우 느리게 진행되었다. 포병과 전차의 효율적인 사용이 제한되었으며, 제14항공군은 나쁜 날씨로 인해 여전히 작전이 어려웠다. 독일군은 노브고로드 집단군의 포위를 우려해 제290보병사단, 제24보병사단, 북방 기병연대 등의 추가 병력을 이 지역에 투입했다. 제14소총군단 소속 제378소총사단(파벨 아르튜셴코 소장)은 포드베레시예(Podbereshye)에서 독일군 방어를 양쪽에서 포위하여 1월 17일 아침 이 지역을 점령했다. 이로 인해 노브고로드 북쪽 접근로의 독일군 방어선이 붕괴되었다.
1월 20일, 노브고로드 서쪽에서 제59군의 두 집단이 합류해 독일군을 포위했다. 포위된 독일군은 탈출을 시도했으나 코로브니코프 장군의 병력이 저지했고, 약 3,000명이 포로로 잡혔다. 1월 20일, 노브고로드는 전투 없이 해방되었다. 제372, 제225, 제310소총사단과 제150요새화부대는 노브고로드라는 명예 칭호를 받았고, 다른 부대들은 적기훈장을 수여받았다.
1월 22일, 그루시노(Grusino)에 있던 독일군 교두보가 함락되었으며, 1월 28일 류반(Lyuban)과 1월 29일 추도보(Tsjudovo)가 해방되었다. 독일 제18군은 루가 지역에서 방어를 강화하기 위해 제58보병사단과 제12전차사단의 일부를 배치했다. 독일군은 1월 28일 루가강으로 후퇴를 승인받았으나, 완강한 저항으로 인해 볼호프 전선군의 주력부대는 1월 말까지 루가강에 도달하지 못했다. 2월 초 소련군의 공세는 루가 강을 따라 천천히 진전되었으며, 제59군과 제8군은 동쪽에서 루가를 공격했고, 제54군은 북동쪽에서 공격했다. 독일군은 프스코프(Pskov)와 루가강 사이에서 가능한 모든 병력을 집중시켰다. 2월 12일, 제67군 소속 제110소총군단과 제117소총군단이 루가를 해방했다.
2월 15일, 볼호프 전선군은 다른 전선으로의 재배치를 위해 해체되었고, 소속 부대들은 레닌그라드 전선군과 제2발트전선군으로 재편되었다.

### 킨기세프-그도프 작전
1944년 1월 31일, 발트 집단군 북부의 지휘권이 게오르크 폰 쾨흘러 원수에서 발터 모델 대장으로 교체되었다. 모델은 히틀러에게 "판터 방어선"으로의 추가 철수를 승인하도록 설득했으며, 이에 따라 제18군은 2월 17일까지 철수를 완료했다. 독일 제18군의 북쪽 측면은 2월 초 이미 나르바 지협 지역에서 방어를 강화하고 있었으며, 이 지역에는 제61, 제170, 제225, 제227보병사단, 제9 및 제10루프트바페야전사단, 그리고 제23SS의용척탄병사단가 집결하여 방어 태세를 갖추었다.
2월 1일 밤, 레닌그라드 전선군 북집단은 제109소총군단(이반 알페로프 소장, 제42군 소속)의 부대와 제152전차여단의 지원을 받아 킨기세프를 포위 작전을 통해 첫 번째 돌격만에 점령했다. 그도프는 2월 4일 제108소총군단(미하일 티호노프 소장)의 제196소총사단이 탈환했다. 1944년 2월 15일까지 레닌그라드 전선군의 병력은 나르바강과 페이푸스호 동쪽 기슭 전체에 도달했다. 2월 하반기에는 제2충격군이 나르바에서 확보한 여러 교두보를 확장하였다.
2월 17일, 제2발트전선군은 레닌그라드 전선군의 성공적인 전투 결과를 활용해 일멘 호수 남쪽에서 원래 계획했던 작전을 재개하며 공격을 개시했다. 주공세는 오포초카-질루페 방향으로 설정되었으며, 이후 카르사바에 도달하는 것이 목표였다. 2월 18일, 독일 제10군단은 스타라야 루사를 소련 제1돌격군에 내주었고, 2월 21일에는 제22군이 홀름을, 2월 25일에는 데도비치를 점령했다. 2월 24일, 중요한 철도 교차점인 드노가 소련군 손에 다시 넘어갔다. 제1충격군은 철수 중인 독일군을 추격하며, 우익에서 레닌그라드 전선 제54군과의 연결을 확보한 뒤, 2월 29일 노보르셰프를 점령하였다.
2월 말, 레닌그라드 전선군의 남부집단군은 독일군의 방어선인 프스코프-오스트로프선에 도달하여 이를 돌파하려 했으나 실패했다. 독일군 방어선이 다시 강화됨에 따라, 작전은 1944년 3월 1일 종료되었다.

## 결과
레닌그라드 포위가 해체되고 소련은 독일로 반격을 개시할 계기를 마련할 수 있었다. 소련은 "대조국 전쟁"에서 거둔 스탈린의 위대한 승리를 대대적으로 선전하였고, 전쟁의 흐름은 나르바 전투로 이어지게 된다.

## 참고 문헌
- Glantz, David M.; House, Jonathan M. (1995). 《When Titans Clashed. How the Red Army Stopped Hitler》. University Press of Kansas. ISBN 0-7006-2120-2.
- Glantz, David M. (2002). 《The Battle for Leningrad 1941–1944》. University Press of Kansas. ISBN 0-7006-1208-4.
- Salisbury, Harrison Evans (1969). 《The 900 Days: The Siege of Leningrad》. Da Capo Press. ISBN 0-306-81298-3.
- Гречанюк, Н.М.; Дмитриев, В.И.; Корниенко, А.И. (1990). 《Дважды, Краснознаменный Балтийский Флот (Baltic Fleet)》. Воениздат.
- Кривошеев, Григорий; Андроников, Владимир; Буриков, Петр (2010년 3월 25일). 《Россия и СССР в войнах XX века: Книга Потерь》. Moscow, Russia: Вече.